# Krzysztof Szulborski

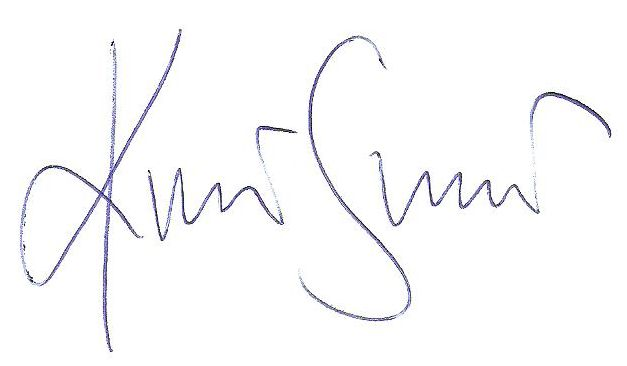
Podpis pod zdjęciem

Krzysztof Szulborski (ur. 26 lutego 1970 w Gdańsku) – polski kucharz, od 2001 prezes Stowarzyszenia Kucharzy Polskich, od 2009 współzałożyciel Pomorskiej Akademii Kulinarnej w Gdańsku. W latach 2015–2016 był redaktorem naczelnym magazynu Akademia Kulinarna. Miłośnik i propagator kuchni regionalnych oraz organizator konkursów i eventów kulinarnych.

## Przebieg kariery zawodowej
W latach 1988–1989 pracował w restauracji „Współczesna” w Gdańsku na stanowisku kucharza, a od 1989 do 1991 w restauracji „Wczasowa” w Sopocie. W latach 1991–2009 pracował w Orbis SA Hotel. W 2009 został właścicielem prywatnej firmy konsultingowej KINGS zajmującej się doradztwem kulinarnym oraz profesjonalnymi szkoleniami skierowanymi do kucharzy i restauratorów. W tym samym roku został współzałożycielem Pomorskiej Akademii Kulinarnej.
W latach 2014–2015 był współwłaścicielem restauracji „Jack’s Bar & Restaurant” w Gdyni. Od 2015 do 2016 był redaktorem naczelnym magazynu Akademia Kulinarna, skierowanego do uczniów szkół gastronomicznych i młodych adeptów sztuki kulinarnej. W latach 2015–2017 przeprowadzał szkolenia kulinarne dla pracowników różnych restauracji. W 2016 był wiceprzewodniczącym Komisji Egzaminacyjnej „Czeladnik, Mistrz w zawodzie Kucharz” w Pomorskiej Izbie Rzemieślniczej, a od 2018 przewodniczącym tej komisji. W 2023 został współwłaścicielem Restauracji Fenomen w Gdańsku.
Felietonista, autor tekstów dla magazynów: Poradnika Restaurator, Food Service, Restauracja oraz gościnnie dla pism biznesowych (Galerie Handlowe, Manhattan Business).
Jest pomysłodawcą, wydawcą i współautorem książki „Lekcje Smaków”, skierowanej do uczniów i nauczycieli szkół o profilu gastronomicznym. Jest współautorem książki kucharskiej „Grilluj z Mistrzami Świata” (2010) oraz współautorem książki kucharskiej „Od Kuchni” (2017).
Od 2004 jest organizatorem Mistrzostw Polski w Potrawach z Ryb Morskich–Dorszowe Żniwa. W latach 2004–2007 był organizatorem Kulinarnych Mistrzostw Drużyn Kucharskich Juniorów. Od 2017 jest również organizatorem Ogólnopolskiego Sylwestra dla Szefów Kuchni i Cukierni. Organizował pokazy kulinarne: Kuchnie Europy w Gdańsku (2004), podczas Targów Wyposażenia i Żywności w Gastronomii Baltpiek i Gastroexpo (2005–2015) oraz w czasie Jarmarku Dominikańskiego w Gdańsku (2005–2007). Był organizatorem konkursów kulinarnych: Zielone Czapki z firmą Bonduelle (2007), Pomuchel w Łebie (2005), Kreator Smaku (2004–2007). Brał udział w wydarzeniach kulinarnych: Największy Pieróg (2004), Kucharze dzieciom, czyli w krainie obżarstwa (2004), Śledź karnawał z Gazetą Wyborczą (2005), bicie Rekordów Guinnessa w największej porcji grillowanej ryby (2004) i w gotowaniu największej ilości zupy jarzynowej (2005).
Współorganizował wyjazdy polskich kucharzy do USA na konkurs w Grillowaniu Jack Daniel’s (2006–2008). Organizował wyjazdy kucharzy i cukierników na Olimpiady Kulinarne IKA.

## Ważniejsze tytuły i osiągnięcia zawodowe
- Odznaka Za Zasługi dla Turystyki (2022)[14]
- Tytuł Arcymistrza 2022[15]
- Ambasador Kulinarny Marki Złoty Widelec 2021
- Brązowy medalista Olimpiady Kulinarnej IKA Stuttgart z drużyną Culinary Team of Poland (2020)[16][17][18]
- Tytuł Mistrz Mistrzów przyznany przez Akademię Gastronomiczną w Polsce ARS COQUINARIA 2019 rok
- Odznaka Za Zasługi dla Rolnictwa (2017)[19]
- Srebrny medalista Olimpiady Kulinarnej IKA Erfurt z drużyną National Culinary Team of Poland (2016)[20][21]
- Odznaka Za Zasługi na rzecz promowania Regionalnego Produktu Kulinarnego dziedzictwa kultury pomorskiej (2014)[22]
- Hermes Kulinarny – Osobowość Kulinarna 2013 – nagroda przyznana przez miesięcznik Poradnik Restauratora i branżę kucharsko–gastronomiczną w Polsce
- Nagroda za Działalność Stowarzyszenia Kucharzy Polskich – Bursztynowy Mieczyk 2011
- Mistrz Republiki Czeskiej w przyrządzaniu gulaszu 2009
- Brązowy medalista Olimpiady Kulinarnej IKA Erfurt z drużyną Pomerania-Culinary Team of Poland (2008)[23]
- Oskar Kulinarny 2007 w kategorii Promotor Kuchni Regionalnych – nagroda przyznana przez środowisko kucharskie w Polsce
- Mistrz Świata BBQ 2006
- Wawrzyniec roku 2006 – nagroda przyznana przez środowisko gastronomiczne w Polsce
- Tytuł Kuchmistrza 1992

## Ważniejsze szkolenia gastronomiczne
- 2024 – Główny Kordynator w projekcie Branżowego Centrum Edukacji w Myślenicach[24]
- 2021 – Kucharz w programach TVP2 „Pytanie na Śniadanie”
- 2021, 2023 – Gość programu TVP 3 Gdańsk „SZTUKI PIĘKNE”
- 2020 – Prowadzący i Kuchmistrz telewizyjnych programów kulinarnych „SMAKI POMORZA”
- 2018–2019 – Autor programu szkoleń kulinarnych „SMAKI WARMII I MAZUR”
- 2017 – Kucharz w programach telewizyjnych TVP3 Gdańsk „Dzień Dobry tu Gdańsk” oraz „Pomorze na Weekend”
- 2009–2015 – Doradca kulinarny, trener projektów rewitalizacyjnych skierowanych do właścicieli i pracowników restauracji. Kompleksowe szkolenia gastronomiczne obejmujące część biznesową, administracyjną oraz produkcyjną w branży HoReCa
- 2015 – Prelegent podczas Gastroexpo 2015[25]
- 2015 – Główny trener projektu „Pokazy Kulinarne” dla Lokalnej Grupy Rybackiej Wodny Świat
- 2014 – Główny trener projektu „Kuchnia z Ikrą”, organizowanego przez Lokalną Grupę Rybacką Kaszuby dla uczniów szkół gastronomicznych
- 2014 – Cykl szkoleń „Gotuj z Mistrzami” w ramach projektu ARR Polska Smakuje Tradycją, skierowanych do młodzieży ze szkół gastronomicznych
- 2012–2014 – Cykl pokazów dla ARR „Polska Smakuje Tradycją”
- 2013 – Szkolenia dla Urzędu Pracy w Olsztynie „Nowoczesny Pracownik Gastronomii” – projekt współfinansowany z Funduszu Unii Europejskiej
- 2012–2014 – Trener merytoryczny, autor materiałów dydaktycznych w projekcie kulinarnym skierowanym do nauczycieli szkół gastronomicznych i cukierniczych „Mistrzowie Nauczycielom Zawodu – Patissier Chocolatier
- 2012–2014 – Trener merytoryczny, autor materiałów dydaktycznych i testów sprawdzających wiedzę In i Out w projekcie kulinarnym skierowanym do nauczycieli szkół gastronomiczno – cukierniczo – piekarskich „Doskonalenie Chlebem Powszednim Nauczyciela Zawodu”
- 2012–2013 – Trener w projekcie współfinansowanym z Funduszu Unii Europejskiej „Czas na nas – praktyki dla nauczycieli i instruktorów praktycznej nauki zawodu”
- 2012 – Główny Trener merytoryczny w projekcie współfinansowanym z Funduszu Unii Europejskiej i Kaszubskim Uniwersytetem Ludowym – „Organizator gastronomii w Turystyce”
- 2012 – Trener i wykładowca w projekcje kulinarnym współfinansowanym z Funduszu Unii Europejskiej „Pierwsza Praca” – Projekt kierowany do młodzieży z Domów Dziecka
- 2011 – Trener i wykładowca, autor materiałów szkoleniowych i testów In i Out w projekcie współfinansowanym z Funduszu Unii Europejskiej – „Efektywny Nauczyciel Sztuki Kulinarnej – wdrożenie modelu”
- 2011 – Szkolenie kulinarne „Kulinarna Przyjemność w sercu Polski” – projekt współfinansowany z Klastrem Producentów Wołowiny i Funduszem Unii Europejskiej. Trener – wykładowca, autor testów egzaminacyjnych i planu szkolenia
- 2011 – „Dania gorące z ryb i owoców morza w oparciu o kulinarne trendy kuchni światowej” – szkolenie współorganizowane z Funduszem Unii Europejskiej i firmą PERFECTER skierowane dla uczniów szkół gastronomicznych. Trener – wykładowca, autor materiałów szkoleniowych i testów egzaminacyjnych
- 2010–2011 – „Profesjonalny Kucharz źródłem sukcesu zawodowego w Polsce” – szkolenie współorganizowane z Unią Europejską i U.P.E.M.I. Wykładowca, autor materiałów szkoleniowych, trener, egzaminator
- 2010 – „Dania z ryb kuchni ciepłej w kuchni polskiej” – szkolenie współorganizowane z Funduszem Unii Europejskiej i firmą PERFECTER dla uczniów szkół gastronomicznych. Trener – wykładowca, autor materiałów szkoleniowych i testów egzaminacyjnych
- 2009–2011 – „Profesjonalny kucharz źródłem sukcesu rynku gastronomicznego w Polsce” – szkolenie współorganizowane z Funduszem Unii Europejskiej i STALGAST. Wykładowca, autor schematu szkoleń i trener autorskich szkoleń zawodowych
- 2009–2010 – Człowiek najlepsza inwestycja „Kulinarna przyjemność z Warmii i Mazur” – trener, autor testów egzaminacyjnych i planu szkolenia, wykładowca
- 2008–2009 – Projekt „Ucz się od najlepszych zostań kucharzem potraw regionalnych” – wykładowca, autor i trener autorskich szkoleń zawodowych egzaminator
- 2007–2008 – „Turystyka wspólna sprawa” – szkolenie z zakresu technik kulinarnych, sztuki cateringu – wykładowca, trener, egzaminator